# Ryticaryum purpurascens
Ryticaryum purpurascens är en tvåhjärtbladig växtart som beskrevs av Schellenb.. Ryticaryum purpurascens ingår i släktet Ryticaryum och familjen Icacinaceae. Inga underarter finns listade i Catalogue of Life.